# Dendrobium lumakuense
Dendrobium lumakuense är en orkidéart som beskrevs av Jeffrey James Wood. Dendrobium lumakuense ingår i släktet Dendrobium, och familjen orkidéer. Inga underarter finns listade i Catalogue of Life.